# Предикація
Предикація — одна з функцій мовного виразу, що має на меті співвіднести укладену в реченні думку до дійсності: стану об'єкта або суб'єкта, події або ситуації. Віднесення змісту предиката до змісту суб'єкта.